# Val-de-Travers
Val-de-Travers es una ciudad y comuna suiza del cantón de Neuchâtel, capital del distrito de Val-de-Travers. 
La comuna fue creada el 1 de enero de 2009 de la fusión de las antiguas comunas de Boveresse, Buttes, Couvet, Fleurier, Les Bayards, Môtiers, Noiraigue, Saint-Sulpice y Travers. La sede administrativa se encuentra en Môtiers.

## Geografía
Situada en el Valle de Travers, la comuna limita al norte con la comuna de La Brévine, al noreste con Les Ponts-de-Martel y Brot-Plamboz, al este con Brot-Dessous, Boudry y Gorgier, al sureste con Provence (VD), al sur con Tévenon (VD), Mauborget (VD) y Fontaines-sur-Grandson (VD), al oeste con La Côte-aux-Fées y Les Verrières, y al noroeste con Les Alliés (FRA-25) y Hauterive-la-Fresse (FRA-25).

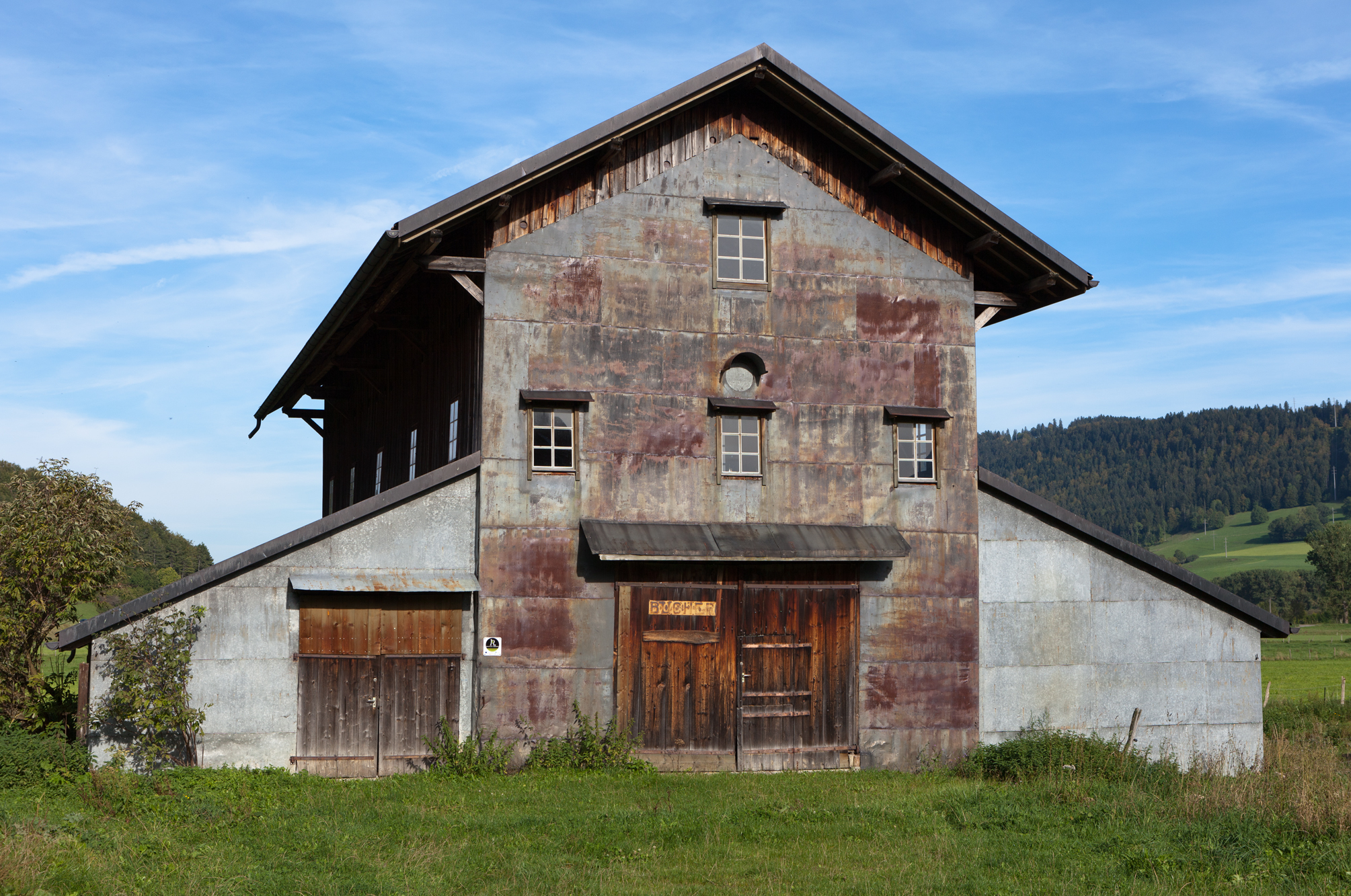
Séchoir de absenta en Val-de-Travers.